# Ho-204
L'Ho-204 era un cannone automatico aeronautico Giapponese che vide un utilizzo limitato durante la seconda guerra mondiale. Fu usato come armamento difensivo nel bombardiere Ki-46-III e come arma primaria montata sul muso di alcuni velivoli antibombardiere sperimentali.

## Specifiche
- Calibro: 37 mm
- Tipo di munizioni: 37 x 144 (475 g)
- Peso: 130 kg
- Rateo di fuoco: 400 colpi/min
- Velocità alla volata: 710 m/s